# Prosa augusta
La prosa augusta es aquella narrativa escrita durante el llamado periodo augusto de Gran Bretaña, y equivale a prosa neoclásica o del siglo XVIII. El término augusto se ha aplicado sobre todo a cambios de gusto en poesía. No obstante, el periodo de la literatura augusta vio el alza de la escritura en prosa. En esta época prosperaron el ensayo, la sátira, y el diálogo (en filosofía y religión), y la novela inglesa empezó de verdad como una forma artística seria. Al principio del periodo augusto, los ensayos eran sobre todo imitaciones, las novelas eran pocas y aún las dominaba el romance, y la prosa era un formato que no se solía usar para la prosa, pero, al acabar el periodo, el ensayo inglés era un género plenamente formado, las novelas superaron al teatro como entretenimiento y forma de expresión de los autores serios, y la prosa sirvió para todas las funciones concebibles del discurso público. Es la época de transición entre una literatura poética centrada en la corte y el mundo más democrático y descentralizado de la prosa.

## El contexto de la literatura
Es difícil establecer las tasas de alfabetización a principios del siglo XVIII. Sin embargo, parece que era mayor de lo que podría indicar la asistencia a una escuela. La instrucción a comienzos de siglo llegó a las clases obreras, así como a las medias y altas (Thompson, Class). Las iglesias insistían en que todos los cristianos debían leer la Biblia, y en las instrucciones a los señores se les indicaba que ellos debían enseñar a sus sirvientes y trabajadores a leer, y hacer que se les leyera la Biblia en voz alta. Parece que no quedó restringido a los hombres, sino que también empezaron a alfabetizarse las mujeres, si bien es muy difícil dar porcentaje de mujeres lectoras. Algunas obras en prosa disfrutaron de fama más allá de los lectores, dado que existía la costumbre de leer en alto a los analfabetos. 
En este periodo comenzaron en Inglaterra las bibliotecas ambulantes. Probablemente, la primera fue la de Bath en 1725, pero se difundieron rápidamente. Las bibliotecas compraban colecciones de sermones y libros sobre costumbres, y estaban abiertos al consumo de todos, pero se asocian en particular con el patrocinio de las mujeres y la lectura de novelas. Las bibliotecas ambulantes fueron, para las mujeres, una forma de satisfacer su deseo por los libros sin tener que pagar el precio. Como los libros aún se consideraban principalmente herramientas para el trabajo, cualquier obra que fuera solo de entretenimiento se consideraba frívola. Las novelas y los libros de entretenimiento, sin embargo, eran muy demandados, como demuestran las cifras de ventas. 

## Periodismo y ensayo

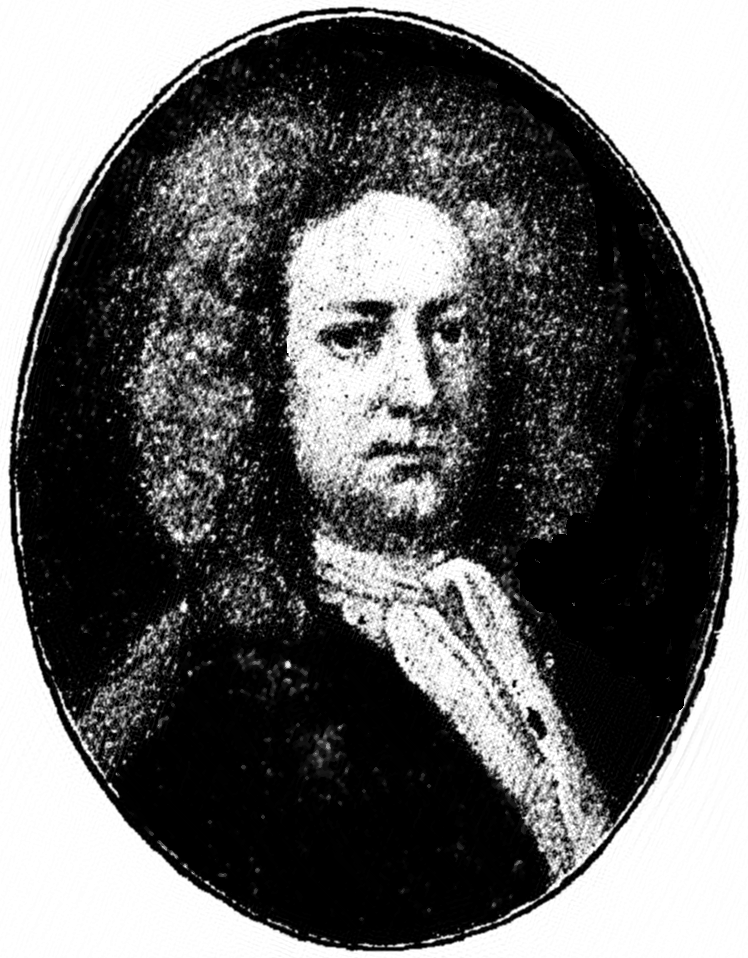
Joseph Addison, periodista.

Los "ensayos" de Montesquieu estaban disponibles para los autores ingleses en el siglo XVIII, tanto en francés como traducidos, y ejercieron gran influencia en varios autores posteriores, tanto por su contenido como por la forma; sin embargo, el ensayo inglés se desarrolló de manera independiente en relación con la tradición continental. 
A finales de la Restauración (entre 1692 y 1712), la literatura periodística comenzó a ser popular. Combinaban noticias con las preguntas de los lectores y comentarios sobre costumbres. Los periódicos eran baratos de producir, rápidos de leer, y una manera viable de influir en la opinión pública, por lo que se incrementaron dramáticamente, sobre todo después del éxito de The Athenian Mercury (floreció en los años 1690 pero se publicó en forma de libro en 1709). A principios del siglo XVIII, la mayoría de los periódicos sirvieron para que un grupo de amigos ofrecieran un punto de vista político relativamente consistente, y estos periódicos eran auspiciados por un librero.
Había muchos periódicos de gran formato dirigidos por un solo autor y con una serie de escritores a sueldo (llamados autores de "Grub-Street, -la calle de la comida-"). Un periódico vendió más que el resto, dominándolos a todos: El espectador, escrito por Joseph Addison y Richard Steele (con contribuciones ocasionales por parte de sus amigos). Para 1711, cuando The Spectator comenzó, había ya una pujante industria de literatura periódica en Londres, pero The Spectator era el que tuvo más éxito y el más significativo de la época. Cada artículo era una sola hoja de papel, impresa por delante y por detrás, a veces con anuncios, y los artículos no solo se leían en Londres, sino también en el campo. Hasta veinte años después de haber dejado de publicarse, la gente seguía coleccionando los artículos e incluyéndolos en la relación de bienes a heredar. El estilo prosístico de Addison era magistral, plácido, con un perfecto equilibrio. El estilo de Steele era más directo y mundano. El espectador desarrolló toda una serie de personajes seudónimos, incluyendo a "Mr. Spectator," Roger de Coverley, e "Isaac Bickerstaff" (un personaje que después Jonathan Swift tomó prestado), y tanto Addison como Steele crearon ficciones que rodearan a sus narradores. Ambos autores desarrollaron un mundo de ficción que rodease a sus narradores. Por ejemplo, Roger de Coverley venía de Coverley Hall, tenía una familia, le gustaba cazar, y era un caballero de una pieza. El efecto era parecido a una novela en serie ligera, mezclada con meditaciones sobre cosas intrascendentes o filosóficas. Los periódicos políticos fueron generalmente del partido Whig, pero nunca de manera pedante, y de este modo algunos tories destacados escribieron "cartas" al periódico (las cartas no eran auténticas, sino contribuciones de autores invitados). Su punto de vista desapasionado sobre el mundo (la postura de un espectador, más que de un partícipe) era esencial para el desarrollo del ensayo inglés, pues establecieron el fundamento sobre el que Addison y Steele podían comentar y reflexionar sobre las costumbres y los acontecimientos. El ensayista inglés no es un filósofo como Montesquieu, sino un observador honrado y un igual a sus lectores. Después del éxito de El espectador, aparecieron más periódicos de comentarios políticos. 
Una de las innovaciones de finales de la Restauración fueron los cafés y las chocolaterías, donde se consumían estas bebidas. Cada cafetería de la city de Londres se asociaba con un público determinado. Los comerciantes puritanos, por ejemplo, iban a Lloyd's. Los cafés Button's y Will's atraían a escritores, y Addison y Steele se convirtieron en el centro de su propio Kit-Kat Club y ejercieron poderosa influencia sobre qué autores leer y cuáles no. Alexander Pope satirizaría esta costumbres, con Atticus actuando como un tirano ante su "pequeño senado" de sicofantes. Los ensayos de Addison, y en menor medida los de Steele, ayudaron a establecer el aparato crítico de la época. Los ensayos de Addison sobre la imaginación fueron muy influyentes como destilaciones y reformulaciones de filosofía estética. Mr. Spectator comentaría modas, la vanidad de las mujeres, la vacuidad de la conversación y las locuras de la juventud.
Después del éxito de The Spectator, comenzaron a aparecer más periódicos políticos, incluyendo el vagamente tory The Guardian y The Observer (ninguno siguió hasta la actualidad sin interrupción). Poco después empezaron The Gentleman's Magazine y Gentleman's Quarterly. Algunos de estos diarios tenían más noticias que opinión, y otros incluían críticas de obras literarias. Muchos periódicos venían de la zona de los Inns of Court, que se ha asociado con un estilo de vida bohemio desde los años 1670. 
Samuel Johnson (1709-84) es el prototipo de ensayista neoclásico, con obras como un Diccionario y Lives of the Poets (Vidas de poetas). Su obra The Rambler y The Idler recrearía de manera autoconsciente la pose de Mr. Spectator para servir como plataforma para sus reflexiones y filosofar, así como para la crítica literaria. 
Sin embargo, las facciones y coaliciones políticas se dieron cuenta muy pronto del poder de este tipo de prensa, y comenzaron a fundar periódicos para esparcir rumores. Se dice que el ministro tory Robert Harley (1710–1714) gastó más de 50.000 libras esterlinas en crear y sobornar a la prensa (Butt); se conoce este importe porque sus sucesores lo hicieron público, pero se sospecha que estos (el gobierno Walpole) gastaron incluso más. Los políticos escribían para los periódicos, los apoyaban, y era bien sabido que algunos bien conocidos como Mist's Journal, eran meros portavoces del partido.

## Filosofía y religión

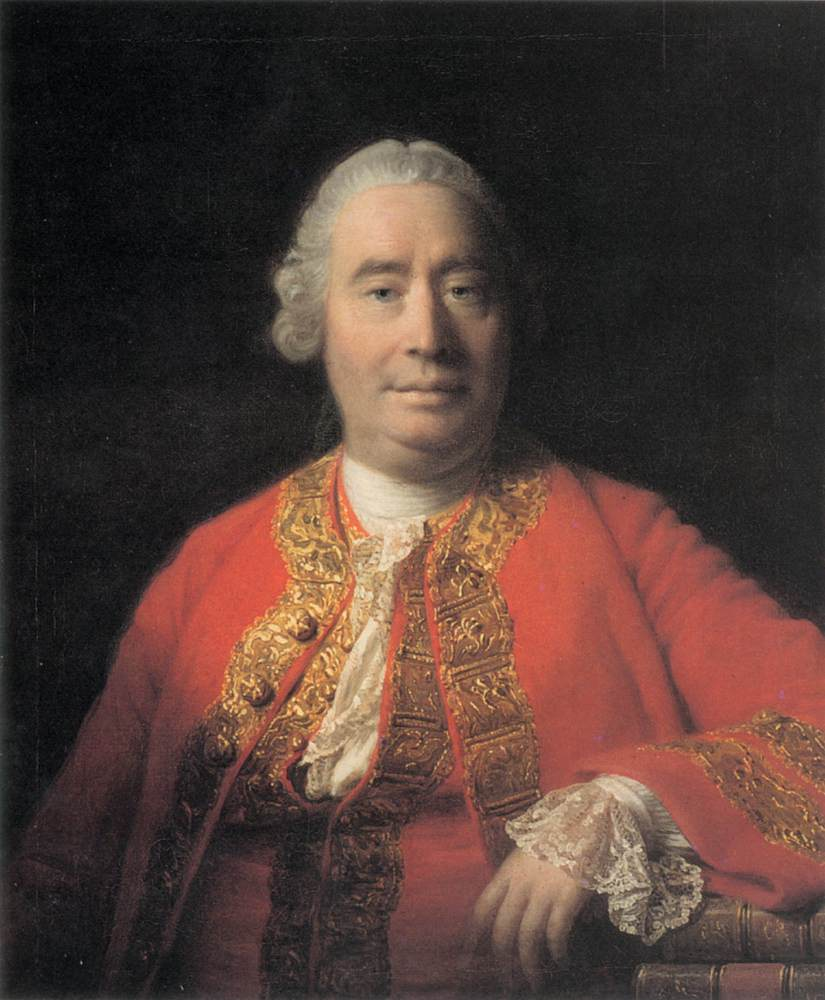
David Hume.

El periodo augusto tuvo menos literatura de controversia religiosa que la época de la Restauración. Comparada con la extraordinaria energía que produjo Richard Baxter, George Fox, Gerrard Winstanley, y William Penn, la literatura de los disidentes religiosos en la primera mitad del siglo XVIII estaba agotada. Hubo, sin embargo, autores puritanos, y uno de los nombres usualmente asociados con la novela es quizá el más prominente escritor puritano: Daniel Defoe. Después de la coronación de la reina Ana, las esperanzas de los disidentes de revertir la Restauración estaban en su punto más bajo. El Acta de Establecimiento de 1701 eliminó uno de los puntos controvertidos, al asegurar que Inglaterra no volvería a ser católica. La literatura disidente pasó de la ofensiva a la defensiva, de lo revolucionario a lo conservador. La infame ofensiva de Defoe en la lucha entre la alta y la baja iglesia se produjo en la forma de The Shortest Way with the Dissenters; Or, Proposals for the Establishment of the Church. La obra era satírica, atacando todas las preocupaciones de las figuras del sistema sobre los desafíos de los disidentes. Es un ataque sobre los atacantes y difiere sutilmente de la literatura de disidencia de quince años antes. Por esta obra, a Defoe lo pusieron en la picota. Continuó su campaña puritana en su periodismo y novelas, pero nunca lo hizo de nuevo con una sátira pública de este tipo. 
En lugar de batallas salvajes de controversia religiosa, el inicio del siglo XVIII es tiempo de emergencia del latitudinarianismo. Los reyes hanoverianos se distanciaron de la política religiosa y ellos mismos favorecieron las posturas de la iglesia baja. La reina Ana no asumió una postura clara en cuestiones eclesiásticas. El trabajo más majestuoso de la época, y la obra más citada y leída, fue la de William Law A Serious Call to a Devout and Holy Life (1728). Aunque Law fue uno de quienes rehusaron jurar, su libro era ortodoxo para todos los protestantes de Inglaterra de la época y conmovió a los lectores, haciendo que practicaran su cristianismo más devotamente. También fueron populares las Meditations de Robert Boyle. Tanto Law como Boyle invocaban un renacimiento, y pusieron las condiciones para el desarrollo del metodismo y el estilo de sermón de George Whitefield. Sin embargo, sus obras se dirigían a los individuos, más que a las comunidades. No eran público y se concentraron en la noción del sacerdocio de todos los creyentes y en la de una revelación individual. La época de los revolucionarios religiosos y militantes evangelistas había pasado ya.
También en contraste con la Restauración, cuando la filosofía en Inglaterra estaba totalmente dominada por John Locke, de manera que apenas se recuerdan otras voces hoy, el siglo XVIII vio una vigorosa competición entre los seguidores de Locke. El obispo George Berkeley y David Hume son los filósofos más recordados de la Inglaterra dieciochesca, pero hubo otros que adaptaron las ramificaciones políticas del empirismo, incluyendo a Bernard de Mandeville, Charles Davenant, y Adam Smith. Todas estas figuras pueden ser consideradas empíricas, pues todos comenzaban con la relativa certeza de la percepción, pero llegan a conclusiones muy diferentes. 
George Berkeley extendió el énfasis de Locke sobre la percepción para argumentar que la percepción por sí sola resuelve el problema cartesiano del conocimiento subjetivo y objetivo diciendo "ser es ser percibido." Solo aquellas cosas que son percibidas por una conciencia son reales, dice Berkeley. Si no hay percepción de una cosa, entonces esa cosa no puede existir. No es la percepción potential la que lleva a la existencia, sino la realidad de la percepción. Cuando Samuel Johnson tropezó con una roca y dijo "así...refuto a Berkeley," su tropiezo solo afirmó la posición de Berkeley, pues al percibir la roca, Johnson le ha dado la mayor realidad. Sin embargo, el empirismo de Berkeley fue diseñado, al menos parcialmente, para que condujera a la cuestión de quién observa y percibe esas cosas que están ausentes o sin descubrir. Para Berkeley, la persistencia de la materia reside en el hecho de que Dios percibe aquellas cosas que los humanos no, que un Dios vivo y continuamente atento, consciente e implicado es la única explicación racional para la existencia de la materia objetiva. En esencia, por lo tanto, el escepticismo de Berkeley lleva a la fe. 
David Hume, por su parte, llevó el escepticismo empírico hasta el extremo, y fue el filósofo empirista más radical de la época. Atacó las premisas que la gente aceptaba sin examinar, y su escepticismo apuntaba a la Metafísica en áreas que otros empiristas habían asumido que eran materiales. Hume atacó la debilidad de la lógica inductiva y las asunciones aparentemente místicas detrás de conceptos clave como energía y causalidad. (Por ejemplo, ¿alguien ha visto alguna vez la energía como energía? ¿Puede demostrarse que acontecimientos relacionados lo son por una causa y no por coincidencia?) Hume obstinadamente rechazó entrar en consideraciones de su fe personal en la divinidad, pero su asalto a la lógica y prejuicios de la teodicea y la cosmogonía era devastador. Era un anti-apologista sin llegar a afirmar nunca que fuera un ateo. Filósofos posteriores han visto en Hume una forma que llevaría al utilitarismo y al naturalismo más tarde.

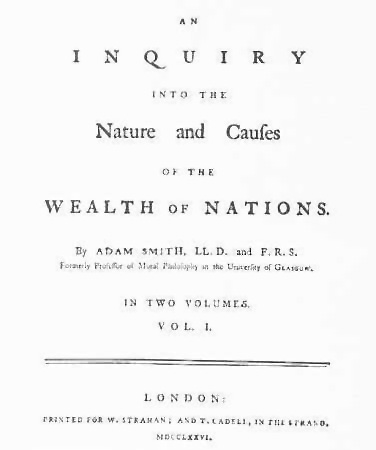
Primera página de la edición londinense de 1776 de La riqueza de las naciones.

En filosofía social y política, la economía se encuentra en la base de gran parte de la discusión. Charles Davenant, escribiendo como un whig readical, fue el primero en proponer un argumento teórico sobre el comercio y la virtud en su A Discourse on Grants and Resumptions and Essays on the Balance of Power (1701). Sin embargo, su obra no tuvo mucha influencia directa. The Fable of the Bees (Fábula de las abejas,  1714) de Bernard de Mandeville se situó en el centro de la controversia en relación con el comercio, la moralidad y la ética social. Inicialmente era un poema corto titulado The Grumbling Hive, or Knaves Turn'd Honest en 1705. Sin embargo, en 1714 lo publicó con su título actual, The Fable of the Bees: or, Private Vices, Public Benefits e incluyó An Enquiry into the Origin of Moral Virtue. Mandeville argumentó que el despilfarro, la lujuria, el orgullo, y todos los otros vicios "privados" eran buenos para la sociedad en su conjunto, pues cada uno de ellos llevaban al individuo a emplear a otros, a gastar libremente, y liberalizar el capital para que fluyera en la economía. William Law atacó la obra, como también lo hizo Berkeley en el segundo diálogo de Alciphron en 1732). En 1729, cuando apareció una nueva edición, el libro fue perseguido como una ofensa pública. También fue denunciado en los periódicos. John Brown lo atacó en su Essay upon Shaftesbury's Characteristics (1751). Se reeditó en 1755. Sin embargo, los argumentos de Mandeville, inicialmente un ataque sobre la corrupción del duque de Marlborough durante la Guerra de Sucesión Española, serían citados a menudo por economistas que deseaban eliminar la moralidad de asuntos comerciales. La obra de Mandeville está llena de paradojas y pretende, al menos en parte, polemizar sobre lo que él veía como una filosofía ingenua del progreso humano y de la virtud innata. 

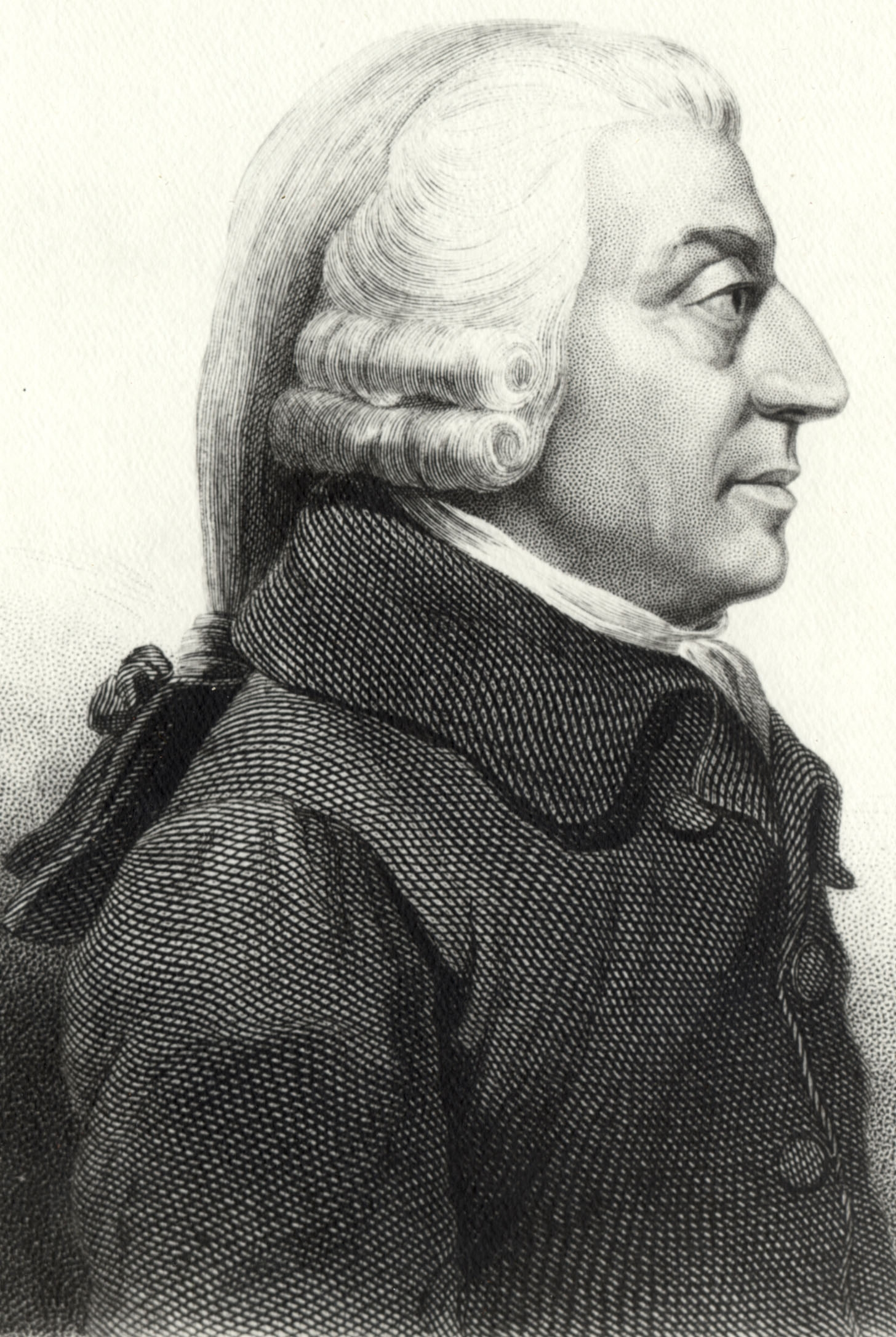
Adam Smith.

Los profanos recuerdan a Adam Smith como padre del capitalismo, pero su obra La teoría de los sentimientos morales de 1759 también intentaba encontrar una nueva base a la acción moral. Su énfasis en el "sentimiento" era muy propio de la época, pues acentuó la necesidad de "simpatía" entre individuos como la base de una acción adecuada. La idea, presentada primero de forma rudimentaria en la obra de Locke Ensayo sobre el entendimiento humano, de una coherencia natural entre los seres sensibles era necesaria para la comunicación, no solo a través de las palabras, sino de emociones y estados de ánimo, se explicaban aquí más plenamente. Mientras Frances Hutcheson presumía un sentido separado en los humanos para la moralidad (similar a la consciencia pero más primitiva y más innata), Smith argumentó que el sentimiento moral se comunica, que se divulga por lo que podría mejor llamarse empatía. Estas ideas ya habían sido satirizadas por ingenios como Jonathan Swift (que insistió en que los lectores de su Cuento de una barrica serían incapaces de entenderle a menos que, como él, fueran pobres, estuvieran hambrientos, acabaran de beber vino y estuvieran en una determinada buhardilla). Estas ideas, y la psicología de David Hartley, influyeron en la novela sentimental e incluso en el naciente movimiento metodista. Si los sentimientos de simpatía transmitían moralidad, ¿no sería posible inducir a la moralidad proporcionando circunstancias agradables? 
La mejor obra de Smith fue  Investigación de la naturaleza y causas de la riqueza de las naciones de 1776. Lo que tenía en común con de Mandeville, Hume, y Locke era que comenzaba examinando analíticamente la historia de los intercambios materiales, sin reflexionar sobre la moralidad. En lugar de deducir desde lo ideal o lo moral a lo real, examinó la realidad e intentó formular reglas inductivas. Sin embargo, a diferencia de Charles Davenant y los otros autores radicalmente whigs (incluido Daniel Defoe), no comenzó con el resultado deseado y trabajó hacia atrás para deducir la política. En su lugar, Smith trabajó a partir de un estricto empirismo para crear un marco conceptual para el análisis económico.

## La novela
Las bases de la novela fueron establecidas por el periodismo, el teatro y la sátira. Largas sátiras en prosa como Los viajes de Gulliver (1726) tenían un personaje central que vive diversas aventuras y puede (o no) aprender lecciones. De hecho, las sátiras y obras filosóficas como Utopia (1516) de Tomás Moro, Gargantúa y Pantagruel (1532–64) de Rabelais, e incluso Elogio de la locura (1511) de Erasmo establecieron largas ficciones en apoyo a sus ideas filosóficas. Sin embargo, la más importante fuente satírica para la escritura de novelas vino de El Quijote (1605, 1615), de Cervantes, que se tradujo rápidamente a otros idiomas europeos, incluido el inglés. Nunca dejaría de editarse, y la época augusta vio muchas traducciones distintas, en variados estilos, por periodistas (Ned Ward, 1700 y Peter Motteux, 1712) así como novelistas (Tobias Smollett, 1755). En general, pueden verse estos tres ejes, teatro, periodismo y sátira, juntándose y originando tres tipos distintos de novela. 
Aphra Behn había escrito novelas literarias antes de entrar en el siglo XVIII, pero no tuvo muchos seguidores inmediatos. Su obra Love Letters Between a Nobleman and His Sister (1684) estaba impregnada de sátira, y su Oroonoko (1688) venía de su experiencia teatral. La obra de Mary De La Riviere Manley New Atlantis (1709) está más cercana a Behn, pero su novela, siendo política y satírica, supuso un cierto escándalo. Robinson Crusoe (1719) de Daniel Defoe fue la primera gran novela del nuevo siglo. Defoe trabajó como periodista durante y después de su composición, y por lo tanto conoció las memorias de Alexander Selkirk, que había permanecido durante varios años en una isla de Sudamérica. Defoe cogió la vida verdadera y, de ella, generó una vida de ficción, satisfaciendo un mercado esencialmente periodístico con su ficción. En lugar de un escocés expulsado, Crusoe era un devoto puritano. En lugar de estar solo todo el tiempo, Crusoe encontró a un salvaje llamado Viernes, a quien civilizó. El verdadero Selkirk había sido comerciante de esclavos, y Crusoe es un maestro bastante más ilustrado y un misionero. El público devoraba escritos sobre viajes, con cuentos de aventuras extraordinarias con piratas y salvajes, y Defoe satisfizo un mercado esencialmente periodístico con este relato de ficción. 

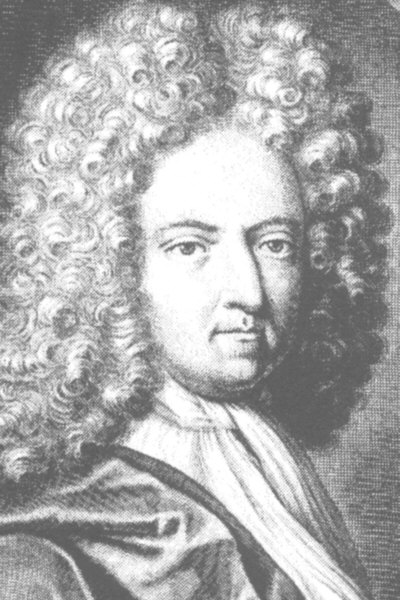
Daniel Defoe (1706).

Defoe continuaría copiando de la vida y las noticias en sus siguientes novelas. En los años 1720, Defoe entrevistó a criminales famosos y relató sus vidas para Applebee's Journal. Cuando se colgaba a un criminal famoso, los periódicos ofrecían un relato de su vida criminal, sus últimas palabras, etc. y Defoe escribió varias de estas historias. Investigó en particular a Jack Sheppard y Jonathan Wild y escribió True Accounts de las huidas (y destino) del primero y de la vida del segundo de ellos. Defoe, a diferencia de sus competidores, parece haber sido un periodista escrupuloso. Aunque sus ficciones contenían gran imaginación y un tratamiento magistral de los hechos para construir temas, su periodismo parece que se basaba en una verdadera investigación. En sus reportajes sobre prostitutas y criminales, Defoe pudo haber conocido la vida real de Mary Mollineaux, que pudo haber sido el modelo para la protagonista de Moll Flanders (1722). Así como transformó al auténtico Selkirk en el Crusoe de ficción, la Moll ficticia es todo lo que no fue la verdadera prostituta. Persigue una loca carrera por la ganancia material, viaja a Maryland, comete incesto, regresa a Inglaterra, y se arrepiente de sus pecados. Regresa a la nueva tierra prometida de todos los puritanos de Maryland, donde vive honestamente, con una gran suma de dinero (derivada de su vida licenciosa). Ese mismo año, Defoe escribió Diario del año de la plaga (1722), que resumía los horrores y tribulaciones de 1665 para un mercado periodístico de memorias, e intentó un cuento sobre el auge de la clase trabajadora masculina en Colonel Jack (1722). Su última novela volvió al tema de la mujer caída en Roxana (1724). Temáticamente, las obras de Defoe son constantemente puritanas. Todas narran la caída, una degradación del espíritu, una conversión y una elevación extática. Esta estructura religiosa necesariamente implicó un bildungsroman, pues cada personaje tenía que aprender una lección sobre sí mismo y acabar más sabio.
Aunque entre tanto se produjeron novelas, Pamela o la virtud recompensada (1740) de Samuel Richardson es el siguiente hito decisivo en el desarrollo de la novela inglesa. Richardson fue, como Defoe, un disidente. A diferencia de Defoe, sin embargo, su profesión era la de impresor más que la de periodista. Los modelos genéricos de Richardson eran bastante diferentes de los de Defoe. En lugar de trabajar la biografía periodística, Richardson tenía en mente libros de superación personal que eran bastante populares en la época. Pamela es una novela epistolar, como la obra de Behn Love Letters, pero su propósito es ilustrar un solo capítulo en la vida de una pobre chica del campo. Pamela Andrews entra a trabajar en casa de un "Sr. B." Como debe hacer una hija, escribe constantemente a su madre, y como una joven cristiana, siempre está en guardia para defender su "virtud" (esto es, su virginidad), pues el Sr. B la desea. La trama es bastante melodramática, y patética: a lo largo de toda la novela se despiertan los temores y las simpatías del lector, y la novela se acerca a la tragedia femenina del cercano siglo XVII en su descripción de una mujer como víctima. Sin embargo, Pamela triunfa. La novela acaba con su matrimonio con su empleador y su ascenso a la posición de dama. 
Pamela, como su autor, presenta el punto de vista de un disidente y un whig sobre el ascenso de clases. Enfatiza el deber y la perseverancia de los santos, y la obra tuvo un enorme éxito popular. La obra hizo nacer, de manera casi simultánea, una serie de sátiras, la más memorable de las cuales es la obra de Henry Fielding Shamela (1742). Fielding unió la virtuosa joven con la avergonzada Apología de Colley Cibber en la forma de Shamela (1742) y es la más memorable de las "respuestas" a Richardson. Primero, inauguró la rivalidad entre los dos autores. En segundo lugar, bajo la sátira muy inexacta y vulgar, hay una crítica coherente y racional de los temas de Richardson. En la sátira de Fielding, Pamela, como Shamela, escribe como una campesina en lugar de una londinense instruida (como había hecho Pamela), y es su intención desde el momento en que llega a casa del Sr. Booby (que es como llama al Sr. B) convertirse en la señora de la casa vendiendo su "virtud". Fielding también satiriza que ella pueda escribir sobre acontecimientos que están realmente ocurriendo en ese mismo momento ("Él viene ahora a la cama, mamá. ¡Oh, señor, mi virtud! ¡Mi virtud!"). En particular, Fielding pensaba que la novela de Richardson era muy buena, muy bien escrita, y muy peligrosa, pues ofrecía a las sirvientas la ilusión de que podían lograr el bienestar económico y un título elevado a cambio de sexo. En realidad, Fielding lo que veía era a sirvientas de las que abusaban los señores, renegando estos de sus conversiones espirituales y sus promesas.

Fielding continuó hostigando a Richardson con Joseph Andrews (1742). Shamela apareció anónimamente, pero Fielding publicó Joseph Andrews con su propio nombre, también en 1742. Joseph Andrews es el cuento sobre el hermano de Shamela, Joseph, que se pasa la vida intentando proteger su propia virginidad. Son las mujeres, y no los hombres, los agresores sexuales, y Joseph solo quiere encontrar su lugar y a su verdadero amor, Fanny, y acompañado por un amigo de la infancia, el párroco Adams, que viaja a Londres para vender una colección de sermones a un librero para alimentar a su amplia familia. Puesto que el término "fanny" tenía implicaciones obscenas en el siglo XVIII, los anhelos de Joseph por "mi Fanny", acaban siendo un chiste satírico, y la inversión de los papeles de la depredación sexual de Richardson acaba satirizando la idea de conseguir el ascenso social mediante el sexo. Sin embargo, Joseph Andrews no es una parodia de Richardson, pues Fielding ejemplificaba su creencia en la "buena naturaleza," que es una cualidad de virtud innata que es independiente de la clase y que puede siempre prevalecer. El amigo de Joseph, el párroco Abraham Adams, aunque no es un bobo, es ingenuo y posee buena naturaleza. Su propia bondad básica le impide ver la maldad del mundo, y los incidentes en el camino (pues la mayor parte de la novela es la historia de un viaje) permite a Fielding satirizar las condiciones del clero, la pobreza rural (y los hacendados), y la crueldad de los hombres de negocios. Las novelas de Fielding provienen del modelo satírico, y el mismo año en que escribió Joseph Andrews, también escribió una obra que pareodiaba las biografías de criminales de Daniel Defoe: The History of Jonathan Wild the Great. Jonathan Wild se publicó en Miscellanies de Fielding, y es un continuo ataque contra el partido whig. Pretende narrar la grandeza de Jonathan Wild, pero Wild es un suplente de Robert Walpole, conocido como "el gran hombre".
De 1747 a 1748, Samuel Richardson publicó Clarissa en forma de serie. Como Pamela, era una novela epistolar. A diferencia de Pamela, no es un cuento en el que se recompense la virtud. En su lugar, es un relato altamente trágico y conmovedor de una joven cuyos padres intentan forzarla a casarse con un novio incompatible, lanzándola de esta forma a los brazos de un libertino calculador llamado Lovelace. Lovelace es bastante más perverso que el Sr. B. Aprisiona a Clarissa y la tortura psicológicamente en un esfuerzo de obtener su consentimiento para el matrimonio. Con el tiempo, Clarissa es violada, sin que se sepa bien si es por Lovelace o por las doncellas de la casa. Sus cartas a sus padres son suplicantes, mientras Lovelace es sofisticado y manipulador. La mayor parte de las cartas de Clarissa se dirigen a su amiga de la infancia, Anna Howe. Lovelace no es un demonio con conciencia, pues no le basta raptar y violar a Clarissa. Desea que ella consienta libremente, lo que Clarissa no hará. Al final, Clarissa muere por su propia voluntad. La novela es una obra maestra de realismo psicológico y efecto emocional, y cuando Richardson iba a acabar el serial, incluso Henry Fielding le escribió, para pedirle que no matara a Clarissa. La novela es un argumento robusto en pro del amor romántico y en contra de los matrimonios arreglados. Clarissa se casará, pero desea poder intervenir en la elección de pareja. Como con Pamela, Richardson destacó al individuo sobre la sociedad, y lo personal por encima de la clase. Su obra era parte de una valoración general del bienestar del individuo frente al bien social.

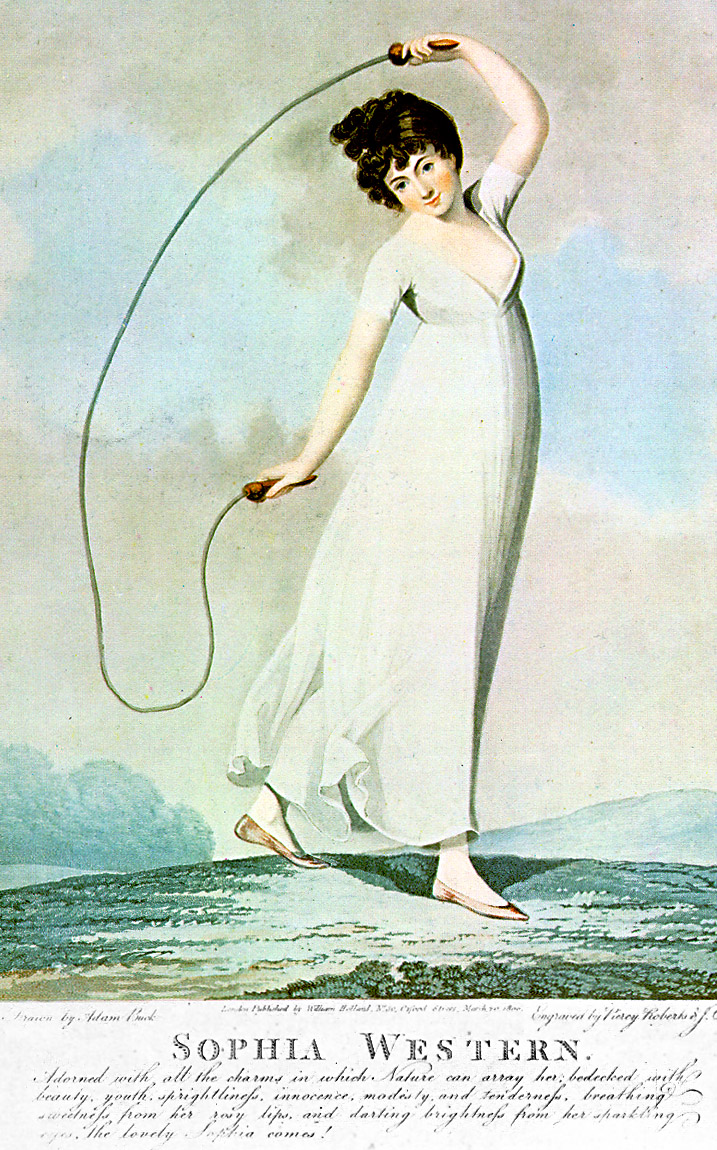
"Sophia Western", heroína de la novela de 1749 Tom Jones, de Henry Fielding, vestida a la moda de 1800, fecha de la ilustración.

Aunque Fielding leía y disfrutaba de Clarissa, al mismo tiempo escribía en contra de sus mensajes. Su Historia de Tom Jones, un expósito de 1749 ofrece el reverso del argumento de Clarissa. Tom Jones está sustancialmente de acuerdo con el poder del individuo de ser algo más o menos de lo que su nacimiento preveía, pero de nuevo destaca el lugar del individuo en la sociedad y las ramificaciones sociales de las elecciones individuales. Mientras Clarissa encierra a sus personajes geográficamente en una casa y los aísla dejando sus impresiones subjetivas en forma de cartas, Tom Jones emplea la narrativa en tercera persona y presenta a un narrador que es virtualmente otro personaje de la novela. Fielding constantemente rompe la identificación del lector con los personajes al referirse a la propia prosa y usa su estilo narrativo para oponer personajes y acciones opuestos. Tom es un bastardo y un expósito al que cuida el caballero Allworthy, que es un hombre bondadoso. Es benevolente hacia su familia y la comunidad. La hermana de Allworthy tiene un hijo nacido en una posición alta, pero de naturaleza malévola. Allworthy, de acuerdo con sus principios cristianos, trata por igual a los dos jóvenes. Tom se enamora de Sophia, la hija de un caballero del vecindario, y entonces tiene que ganarse su mano. Es la sociedad la que interfiere en los planes de Tom, y no el diablo personificado. Fielding contesta a Richardson ofreciendo un tipo de historia similar (si una chica puede elegir o no su propia pareja) pero mostrando cómo la familia y la aldea pueden complicar y apresurar emparejamientos y felicidad.
La hermana de Henry Fielding, Sarah Fielding, también fue novelista. Su David Simple (1744) vendió más que Joseph Andrews y fue tan popular que requirió que escribiera secuelas. Como su hermano, Sarah propone una teoría de la buena naturaleza. David Simple es, como sugiere su nombre, un inocente. Posee una disposición benevolente y deseo de complacer, y las presiones y los impulsos contradictorios de la sociedad complican la trama. Por un lado, esta novela enfatiza el papel de la sociedad, pero, por otro, es una novela que inicia la novela sentimental. La genuina compasión y el deseo de bondad de David Simple llegaban al público de la época, David Simple es un antecesor de héroes de novelas posteriores como The Man of Feeling (1771) de Henry Mackenzie.
Deben mencionarse otros dos novelistas, que, como Fielding y Richardson, dialogaban a través de sus obras. Laurence Sterne y Tobias Smollett no se gustaban personalmente, y sus obras ofrecen puntos de vista opuestos sobre la persona en la sociedad y el método de la novela. El clérigo Laurence Sterne conscientemente quiso imitar a Jonathan Swift con su Tristram Shandy (1759–1767). The Life and Opinions of Tristram Shandy, gentleman supuso una revolución estilística y formal de la novela. Como las sátiras de Swift, comienza con un escepticismo radical y un deseo de apartarse del lenguaje figurativo y los lugares comunes. La novela en tres libros es virtualmente todo voz narrativa, con muy pocas narrativa interpolada, como "Cuento de Slawkenbergius." Tristram quiere escribir su autobiografía, pero como el narrador de Swift en Cuento de una barrica, se preocupa porque nada de su vida puede entenderse sin comprender su contexto. Por ejemplo, cuenta al lector que en el mismo momento en que era concebido, su madre estaba diciendo, "¿Diste cuerda al reloj?" Para explicar cómo sabía esto, explica que su padre se preocupaba por darle cuerda al reloj y "otros asuntos de familia" un día al mes. Para explicar por qué había que darle cuerda al reloj entonces, tiene que explicar a su padre. Para explicar a su padre, debe explicar una manía de su tío (al que se refiere como "Mi tío Toby"), y eso requiere saber lo que hizo su tío durante la Guerra de Sucesión Española en la Batalla de Namur. En otras palabras, la biografía va hacia atrás, más que hacia delante en el tiempo, solo para, entonces, saltar hacia delante varios años, tocar otro punto, e ir hacia atrás de nuevo. Más aún, Sterne aporta "diagramas de la trama" para los lectores que parecen una madeja. Cuando muere un personaje, la siguiente página del libro es negra, está de luto. En un momento, hay un papel final insertado en el texto como un final falso para el libro. Es una novela con una energía excepcional, con digresiones a múltiples niveles, de diversas sátiras, y frecuentes parodias. 

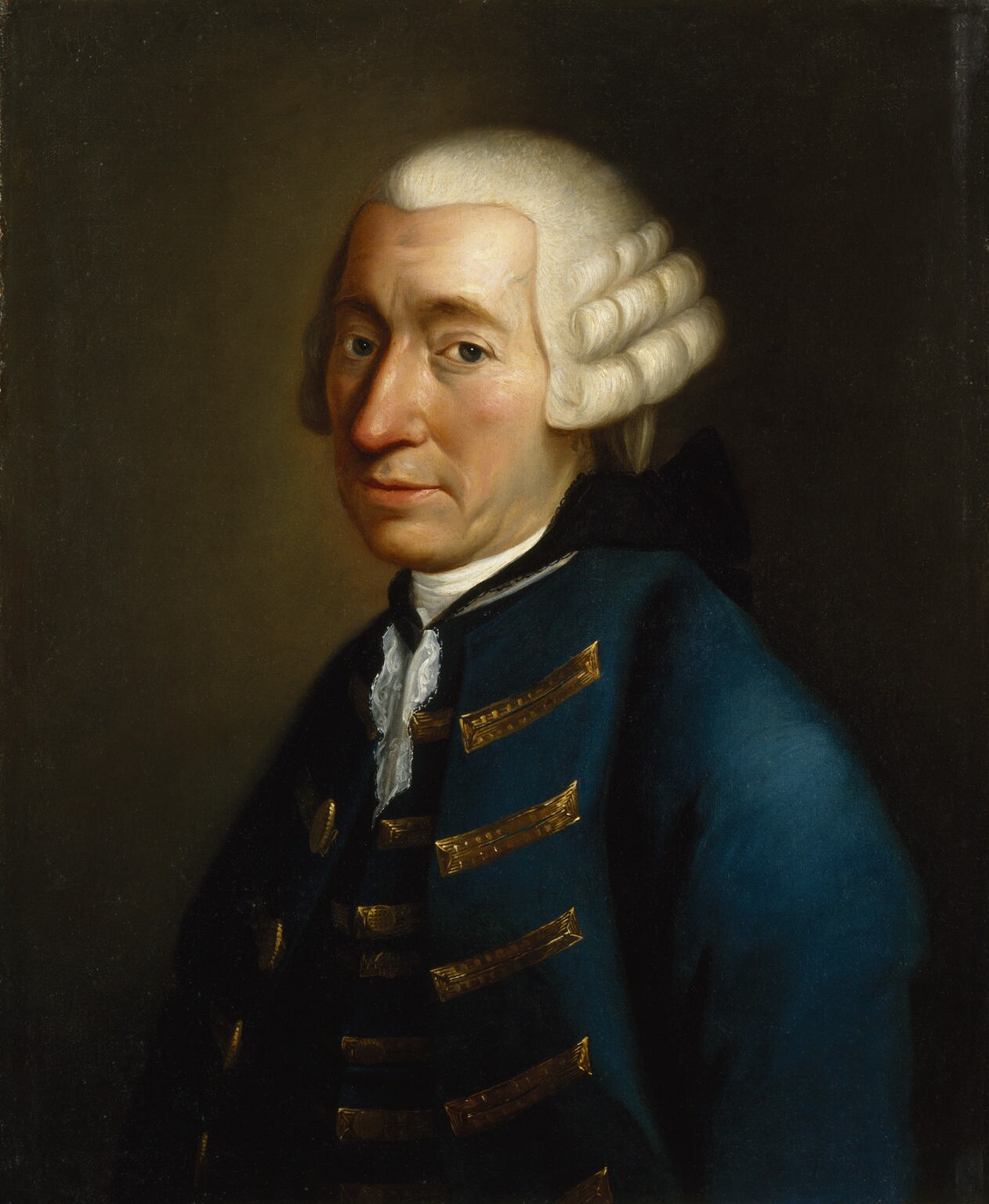
Un retrato de Tobias Smollett.

Por su parte, el periodista, traductor e historiador Tobias Smollett, escribió novelas aparentemente más tradicionales. Se concentró en la novela picaresca, en la que un personaje de inferior origen pasaría por una serie interminable de aventuras, que le llevaría a varias ciudades y altos círculos y lograr bien una gran ganancia (en un final cómico) o una gran pérdida. A diferencia de Sterne, que solo publicó dos novelas, o Fielding, que murió antes de poder escribir más de cuatro, Smollett fue prolífico. Escribió las siguientes y más: The Adventures of Roderick Random (1748), The Adventures of Peregrine Pickle (1751), The Adventures of Ferdinand Count Fathom (1753), The Adventure of Sir Launcelot Greaves (1762), The History and Adventures of an Atom (1769), y The Expedition of Humphry Clinker (1771). Smollett vivía de lo que escribía, así que también escribió tratados de historia y políticos. Fue igualmente un valioso traductor. Tradujo tanto Don Quijote como la obra de Alain René LeSage Gil Blas (1748). Estas dos traducciones muestran hasta cierto punto los gustos personales de Smollett, pues ambas son novelas de final abierto, laberínticas con tramas muy complejas y comedia, tanto ingeniosa como terrenal. El principal ataque de Sterne contra Smollett fue personal, pues no se gustaban el uno al otro, refiriéndose a Smollett como "Smellfungus" ("Hongo hediondo"). Sterne pensaba que las novelas de Smollet prestaban una atención indebida a los aspectos más bajos y vulgares de la vida, que enfatizaban la suciedad. Aunque esta es una queja superficial, señala una importante diferencia entre los dos como autores. Sterne llegó a la novela desde un pasado satírico, mientras que Smollett llegó desde el periodismo. La postura de Sterne es irónica, distanciada, divertida. Para Sterne, la propia novela es secundaria al propósito de la novela, y ese propósito era manejar problemas difíciles por un lado, y elevar al lector por otro (con su Viaje sentimental). Los personajes de Smollett trabajan desesperadamente por evitar las imposiciones y el dolor, y tienen pocas oportunidades salvo viajar y luchar. La historia de la novela viene de este tema, y no el tema de la trama. En el siglo XIX, los novelistas tendrían tramas más cercanas a las de Smollett que las de Fielding o Sterne o Richardson, y su desarrollo lineal de la acción tendría éxito. Sin embargo, las novelas de Smollett no están organizadas temáticamente, y la acción aparece solamente por su habilidad de divertir al lector, más que para reforzar un punto filosófico. La excepción viene representada por su última obra, Humphry Clinker, escrita durante su última enfermedad. La novela adopta el marco epistolar ya visto en Richardson, para documentar un largo viaje de una familia. Todos los miembros de la familia y los sirvientes toman una diligencia y viajan durante semanas, experimentando una serie de complicaciones y atrasos. Las cartas provienen de todos los viajeros, no solo del patriarca o la matriarca. Exhiben numerosas voces, desde el ingenioso e instruido estudiante de la Universidad de Oxford, Jerry (que están disgustado por tener que acompañar a su familia), al patriarca Matthew Bramble, al casi iletrado sirviente Wynn Jenkins (con numerosos errores en su escritura). El personaje del título no aparece hasta la mitad de la novela, y es solo un conductor que acaba siendo el hijo bastardo de Matt Bramble.

### Novelas posteriores/otras tendencias
Hubo otras tendencias. La novela sentimental empezó en los años 1760 y experimentó un breve periodo de dominio. Este tipo de novela destacó los sentimientos. Manteniendo las teorías de Adam Smith y David Hartley (arriba expuestas), la novela sentimental se concentraba en personajes que experimentan rápidos cambios de humor y extraordinaria empatía. 
Al mismo tiempo, las mujeres estaban escribiendo novelas y apartándose de las viejas tramas que habían predominado con anterioridad. 
Otras mujeres estaban escribiendo novelas en la época: novelas utópicas, como la de Sarah Scott titulada Millennium Hall (1762); novelas femeninas autobiográficas como las de Frances Burney (Evelina es la más destacada), incluso adaptaciones femeninas de motivos anteriores masculinos, como en la obra de Charlotte Lennox La mujer Quijote (1752). Estas novelas no siguen generalmente una línea estricta de desarrollo o influencia. Sin embargo, fueron obras populares, aplaudidas por lectores y lectoras, así como por los críticos.

### Historiadores de la novela
La obra de Ian Watt The Rise of the Novel (1957) aún domina los intentos de escribir una historia de la novela. Su punto de vista es que el rasgo crítico de la novela del siglo XVIII es la creación del realismo psicológico. Este rasgo, arguyó, continuaría e influiría a la novela tal como se la ha conocido hasta el siglo XX, y por lo tanto, aquellas novelas que lo crearon son, de hecho, las verdaderas progenitoras de la novela. Aunque Watt pensaba que Tristram Shandy era la mejor novela del siglo, también consideró que era un callej´çon sin salida estilístico. Desde la obra de Watt, numerosos teóricos e historiadores han intentado contestar a las limitaciones de sus juicios.
Michael McKeon, por ejemplo, aportó un acercamiento marxista a la historia de la novela en su obra The Origins of the English Novel (1986). McKeon considera que la novela era un constante campo de batalla entre concepciones opuestas del mundo: whig/tory, disidente/el sistema, y capitalismo/feudalismo persistente. La "novela", para él, es la síntesis de estos temas que competían y chocaban entre sí y antítesis de las novelas individuales. Por ejemplo, la "novela" es el proceso de negociación y conflicto entre ideologías rivales, más que una serie definida de convenciones temáticas o de género.